# Christoph Drechsler
Christoph (Moritz Bernhard Julius) Drechsler (* 11. August 1804 in Nürnberg; † 19. Februar 1850 in München) war ein deutscher Orientalist und lutherischer Theologe.

## Leben
Als Sohn des  Pfarrers an St. Jakob (Nürnberg) besuchte Drechsler das Nürnberger Gymnasium. Von 1820 bis 1824 studierte er an der Universität Erlangen Evangelische Theologie und Orientalische Sprachen. Zunächst war er Renonce der burschenschaftlichen Studentenverbindung Concordia. 1821 beteiligte er sich an der Stiftung des Corps Bavaria Erlangen. Er habilitierte sich 1825 in Erlangen und wurde Privatdozent. 1833 wurde er als a.o. Professor für orientalische Sprachen bestellt. Er hielt Vorlesungen über die Arabische Sprache und die Syrische Sprache, über Bücher des Alten Testaments und über Sanskrit. Als Friedrich Rückert an die Friedrich-Wilhelms-Universität zu Berlin ging, trat Drechsler 1841 als o. Professor an seine Stelle. 1843/44 war er Prorektor der Universität Erlangen. 1848 musste er sein Lehramt aufgeben. Nach seiner Promotion zum D. theol. widmete er der Erlanger Fakultät den (in drei Teilen geplanten) Jesaja-Kommentar, dessen Abschluss er nicht mehr erlebte. Als gebrochener Mann und Privatgelehrter in  München starb er an Typhus. Seine Bedeutung lag vor allem darin, „daß er der altkirchlichen Betrachtungsweise der Bibel in Bezug auf das Alte Testament einen dauerhaften Unterbau aus dem wissenschaftlichen Material der Neuzeit zu geben versuchte.“ (Siegfried)

## Mitgliedschaften
Christoph Drechsler war Mitglied der Deutschen Morgenländischen Gesellschaft.

## Schriften
- Grundlegung zur wissenschaftlichen Construction des gesammten Wörter- und Formenschatzes zunächst der semitischen vorzugsweise und in Grundzügen auch der indogermanischen Sprachen, 1830
- Die Unwissenschaftlichkeit im Gebiete der alttestamentlichen Kritik belegt aus den Schriften neuerer Kritiker besonders der Herren v. Bohlen und Vatke, 1887
- Die Einheit und Echtheit der Genesis, oder Erklärung derjenigen Erscheinungen in der Genesis, welche wider den mosaischen Ursprung derselben geltend gemacht werden, 1838
- Ueber die beiden Gottesnamen Jehovah und Elohim und deren Gebrauch im Allgemeinen
- mit August Hahn und Franz Delitzsch: Der Prophet Jesaja, 3 Teile, 1845–1857

## Quelle
- Carl Gustav Adolf Siegfried: Drechsler, Christoph Moritz Bernhard Julius. In: Allgemeine Deutsche Biographie (ADB). Band 5, Duncker & Humblot, Leipzig 1877, S. 387–391.